# Muzeul Viticulturii și Pomiculturii
Muzeul Viticulturii și Pomiculturii este un muzeu national din Golești, amplasat în Curtea Goleștilor de la Ștefănești, pe drumul național care leagă Piteștiul de București.
Este organizat în două secții: Conacul familie Golescu și Muzeul Etnografic în aer liber.

## Începuturile Muzeului Golești
În preajma celui de-al doilea război mondial, conacul și dependințele de la Golești au rămas în paragină. În urma descoperirii colecției complete de scrisori ale Goleștilor, George Fotino s-a hotărât să le publice în anul 1939. astfel, a văzut lumina tiparului, monumentala lucrare „Din vremea renașterii naționale a Țării Românești. Boierii Golești”. Entuziasmul cercetătorului l-a determinat să ceară sprijin material pentru restaurarea conacului și dependințelor, Institutului Național al Cooperației condus, în acea vreme, de inginerul George Minescu. Întreaga operă de restaurare a fost încredințată reputatului arhitect Horia Teodoru. Astfel, au fost salvate, în anii 1942-1944, conacul și dependințele care, ulterior, au fost transformate în muzeu, purtând numele cărturarului Dinicu Golescu.
Perioada de restaurare a ansamblului Goleștilor, cuprinsă între 9 iunie 1942 – 14 iulie 1944, a fost coordonată de inginerul Corneliu Săndulescu, diriginte de șantier numit de Institutul Național al Cooperației – un profesionist desăvârșit, care a reconstruit, cu sprijinul unor echipe de muncitori dificil constituite, un excepțional monument istoric.
Destoinicia acestui om remarcabil se reflectă și în preocuparea de a întocmi un memoriu detaliat asupra lucrărilor de restaurare de la Casa Goleștilor, sarcină asumată și dificil de realizat în absența documentelor de șantier (caiet de măsurători și atașamente, caiet de dispoziții de șantier, jurnal), ce fuseseră depuse la sediul INCOOP în 1944, la încheierea misiunii.
Memoriul inginerului Săndulescu a fost scris în noiembrie 1969, la 14 ani după pensionarea sa pentru boală și pierderea capacității de muncă, la îndemnul inginerului George Minescu, fost director general al INCOOP.
Bugetul inițial necesar pentru restaurarea conacului, obținut prin strădania inginerului George Minescu, în sumă de 2.000.000 lei, a depășit, până la sfârșitul lucrărilor de restaurare, cifra de 24.000.000 lei, ceea ce reprezintă un efort financiar semnificativ în slujba istoriei culturii românești.
Conacul restaurat a beneficiat de multe donații, care au constituit colecția inițială a muzeului: ultimii Golești au dăruit obiecte mici, care le-au aparținut, precum și biroul pe care Carol I a semnat primul act din timpul domniei și și anume grațierea mitropolitului Calinic Miclescu, cel care s-a împotrivit aducerii unui prinț străin la domnia țării. De asemenea, tablourile originale ale Goleștilor, pictate de C.D. Rosenthal, au fost puse la dispoziția pictorului Nicolae Grant, spre a fi copiate și etalate în conac.

## Conacul familie Golescu

### Arhitectura

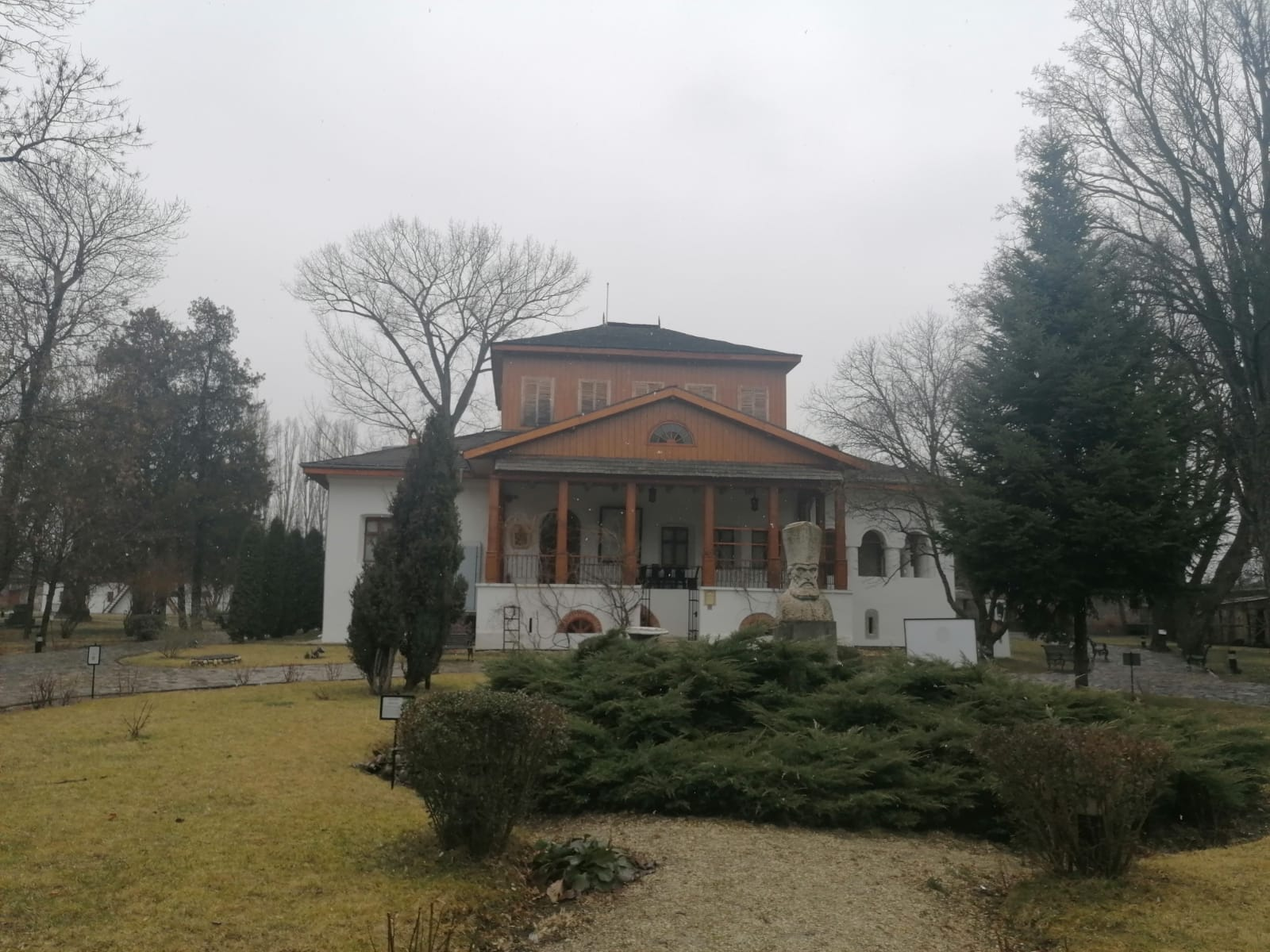
Conacul Golești

Monumentele datate, îndeobște în secolele al XVII-lea, XVIII-lea și al XIX-lea, aparțin categoriei de edificii pe care Europa îl știa ca „maison de pleisance”, „lustchloss” sau „county house”, cu rădăcini în arhitecturile efemere și de „zăbavă” ale epocii fanariote, dar și în epoca pre-brâncovenească.
Până în anul 1948 viața s-a desfășurat normal în aceste reședințe, unde în ambientul saloanelor sau al bibliotecilor s-au organizat fastuoase recepții. Era o perioadă ce amintea de „La Belle Epoque”, epocă în care membrii aristrocrației române duceau o existență ce pendula între tumultul cotidian al „Micului Paris” și liniștea „vieții  de țară” pe care tot mai mulți boieri o preferau celei din București.
Reședințele boierești din România au început să apară în spațiul nostru încă din secolul al XVI-lea și au cunoscut perioada maximă de înflorire în cel de-al XIX-lea veac. De la primele exemplare de arhitectură civilă care se mai păstrează astăzi în faima lor originală (exemplele cele mai elocvente fiind curtea boierească de la Golești sau palatele brâncovenești de la Potlogi și Mogoșoaia) și până la clădirile edificate în secolul al XIX-lea în stil eclectic, toate aceste clădiri demonstrează europenitatea noastră.
Toate aceste conace și palate au adăpostit prețioase colecții de artă, tablouri, antichități, numismatică, argintărie, mobilier, cărți, tapiserii, obiecte de cult, documente și albume de familie, acte de moșie, din care o parte infimă a putut fi salvată după instaurarea regimului comunist. Multe dintre aceste conace au găzduit sedii de CAP-uri, IAS-uri, cămine sau școli, iar patrimoniul lor fie a fost iremediabil pierdut, pentru multe dintre ele, fie împărțit între reprezentanții autorităților și localnicii fideli noului regim.
Istoria conacelor și palatelor românești nu poate fi testată decât în strictă interdependență cu istoria familiilor aristocratice care le-au construit. Aceste clădiri nu aveau  numai o funcție utilitară – ca reședință de țară și loc de administrare a moșiilor -, ci și rolul de a marca poziția socială a familiilor aristocratice. Bogați, culți și rafinați, școliți la cele mai prestigioase universități din Apus, aristocrații români de la cumpăna veacurilor XIX și XX vor juca un rol important în viața politică (în multe conace s-au luat decizii importante pentru istoria României, la Golești, la Florica Brătienilor, la Gherganii lui Ion Ghica, la Ruginoasa lui Cuza-Vodă sau la Țibăneștii lui Petre Carp), alții vor fi adevărați mecena ai culturii, colecționari de artă, pasionați bibliofili (Barbu Slătineanu, George Manu, Brătienii, George Sturdza, Roznovanii, Istrate Micescu, Teodor Văcărescu, etc.).
Perioada „puterii populare” de după 1948 a marcat nefast aceste edificii, fiind caracterizată de exproprieri, confiscări, distrugerea patrimoniului mobil și al colecțiilor de artă adăpostite în aceste clădiri, demolarea multora dintre ele, incendierea și risipirea unor biblioteci extrem de valoroase (biblioteca Brătienilor de la vila Florica-Argeș), la care s-a adăugat indiferența localnicilor care și-au însușit numeroase bunuri. Comisia Monumentelor Istorice a salvat ce se mai putea salva, clasând multe dintre aceste clădiri ca monument istoric.
În acest spațiu viața boierilor era considerată simplă și patriarhală. Autoritatea stăpânului de moșie nu părea să aibă nici o concurență reală, nici chiar pe cea reprezentată de stat. Aici timpul se scurgea mult mai încet, iar schimbările erau mai lente. Petrecerea vieții la țară, într-un mediu conservator simboliza, pe de o parte, dorința de păstrare a identității naționale, pentru aceia care se simțeau amenințări de asimilare, tot mai accentuată, a stilului de viață occidental.
Preluând obiceiurile mondene ale aristocrației europene, elita românească va adapta și în acest spațiu moda petrecerii anotimpului de vară la conacele de țară. În respectivul context, locuința de pe moșie se schimbă, se deschide spre spațiul public, adică spre activitățile sociale tipice aristocrației. Era, de asemenea, o încercare, pentru aristocrația românească, de întărire a atributelor nobiliare, având în vedere că deținerea de pământ semnifică, în orice societate, confirmarea statutului privilegiat.
Existau persoane care nu sufereau orașele, pe care le considerau centre ale „ispitei”, ale înstrăinării umane de adevăratele valori, ale înstrăinării de natură. Viața la țară poate semnifica o relativă izolare de lume, un refugiu pentru cei care își doresc o viață liniștită, pentru cei care fug de agitația politică sau pentru cei care au probleme de natură financiară. Aici proprietarul rămâne, pentru multă vreme, stăpân absolut, iar moșia sa, un adevărat stat în stat. Aici sentimentul libertății era mai deplin. Reședința de la țară a constituit și adăpostul celor care se refugiau la grozăvia ocupațiilor militare sau care fugeau de persecuții și intrigi politice.
Casa de la Golești a devenit pentru această familie un bastion în apărarea tradițiilor, care presupuneau, printre altele, menținerea veșmintelor populare, și un centru în promovarea educației printre copii aparținând diverselor categorii sociale, dar și un reper pentru zona filantropică (bolnița marelui ban Radu Golescu, sponsor printre alți boieri al Spitalului Filantropia din București). Moșia devine o mică republică autonomă, cum aprecia chiar Zinca Golescu.
Pentru reprezentanții clasei privilegiate, viața la țară putea semnifica așadar un refugiu, un spațiu al recuperării identității nobiliare, al consolidării privilegiului social, accentuat de statutul de posesor de pământ. Dimpotrivă, pentru cei perfect integrați în viața citadină, existența rurală nu este decât o formă de diversitate, de amuzament sau conveniență socială, având în vedere mutarea sezonieră la țară devenise, la jumătatea secolului al XIX-lea, un fel de obligație mondenă, impusă în funcție, adeseori de sezonul de vânătoare. Spre sfârșitul secolului al XIX-lea se trece de la acel mod de viață, bazat pe activitățile economice tradiționale și pe treburile casnice, la un alt model prin care, cedarea aproape totală a activităților administrative arendașilor va îndepărta pe proprietari de realitățile lumii țărănești. Rădăcinile acestui fenomen trebuie căutate în zona generației pașoptiste care, școlită în Occident, se va detașa de tot ceea ce aparține stilului de viață oriental adus de fanarioți.
În evoluția planului arhitectural al ansamblului de la Golești se disting patru etape: cea dintâi când s-a ridicat conacul (1639-1640), trebuie menționată de asemenea, deoarece, în aceeași perioadă a fost ridicată și biserica cu Hramul Sf. Treime (1646); cea de-a doua a corespuns refacerii curții de la Golești de către spătarul Radu Golescu între anii 1784-1807, după ce conacul a ars în anul 1716. A urmat restaurarea între anii 1942-1944 iar, în anul 2015, ansamblul medieval a intrat într-o nouă etapă de restaurare.
Contextul politic, social, economic a favorizat la rândul său inițiativa artistică din ambele țări, mecenatul cultural fiind, de astfel, o permanență. Actul aulic a fost îndeaproape urmat de gestul marii boierimi sau al clerului înalt, la o altă scară decât  în secolele precedente și în ceea ce privește programul civil (palate domnești, case orășenești sau conace la țară). La mijlocul secolului al XVII-lea, marea boierime a ridicat atât ctitorii laice cât și ecleziastice, care nu îndeplineau doar rol utilitar și de apărare a domeniului împotriva dușmanilor, ci mai mult, de soluționarea unei armonii între spațiul exterior și interior.
Astfel că, ridicarea unei construcții impunătoare era tot atât de apreciată ca o faptă de arme, iar actul ctitoricesc trebuia astfel conceput și realizat, încât faima ctitorului și cu ea încrederea în puterea și bogăția sa, trebuia să-i asigure respectul contemporanilor și să-i întărească poziția în rândurile societății timpului, în primul rând, în fața domniei care distribuia și rangurile dregătoriilor.
Într-o descriere a reședințelor boierești din secolul al XVII-lea, Paul de Alep a notat că boierii valahi, după ce ieșeau din slujbele de la domnie,se retrăgeau la curțile întărite. „Fiecare are întotdeauna lângă casa lui o mănăstire mare înzestrată cu danii și fiecare boier se întrece cu cei de-o seamă cu el în ceea ce privește frumusețea clădirii și a lucrăturii. Ei pun toată mândria lor în aceste lucruri. Când vreunul din ei este scos din slujbă, el se retrage pentru tot restul vieții în satele sale și își are mănăstirea lui alături”.
În jurul anului 1625 boierul Stroe Leurdeanu s-a căsătorit cu Vișa din Golești, aceasta reușind să obțină, pe lângă înrudirea cu una din marile familii boierești, cea a Goleștilor și o avere considerabilă. Averea și prestigiul i-au dat forța materială pentru a construi curtea și biserica de la Golești, într-o perioadă relativ liniștită din punct de vedere politic și de înflorire economică.
Operă reprezentativă pentru arhitectura civilă a secolului al XVII-lea, conacul lui Stroe Leurdeanu a ridicat o serie de întrebări cum ar fi cele legate de anul construirii și de meșterul constructor. Aceste nelămuriri s-au datorat faptului că la construcțiile civile nu s-au amplasat pisanii ca la biserici, singurele elemente care pot ajuta la datare sunt eventualele inscripții de pe ancadramentele ferestrelor, ușilor.
Din decorația exterioară a clădirii nu s-au păstrat decât cele patru ancadramente de piatră sculptată de la ferestrele pivniței. Pe ancadramentul uneia dintre ferestre este săpată inscripția cu numele lui Stroe Leurdeanu, al soției sale, Vișa și al meșterului Stoica. Pe alta se păstrează numai anul construcției, iar pe a treia, deasupra numelui lui Stoica și a anului construcției conacului, se află și titulatura domnului din acea vreme „Io Matei Basarab Voevod”. Meșterul Stoica și-a imprimat semnătura și pe lespedea de piatră a unui pilon din pivniță.
Problema meșterului Stoica a preocupat, de asemenea, pe mulți din istoricii de artă care au dat diferite explicații. Vasile Drăguț l-a numit zidar, Tereza Sinigalia – sculptor, iar Rada Teodoru și Cristian Moisescu au considerat că acesta a îndeplinit funcția de pietrar și sculptor. O altă opinie s-a alăturat celor enumerate mai sus, aceea că meșterul Stoica a fost pietrar. Această afirmație a fost demonstrată prin faptul că „meșterul Stoica a sculptat numeroase piese și la conac, dar mai ales la biserică. Acestea au fost atât de multe, încât un singur meșter nu putea să practice, la fel de bine, două meserii, de aceea considerăm că a fost pietrar”. Meșterul Stoica a realizat o operă deosebită, atât la conacul de la Golești, cât și la biserica Sfânta Treime, indiferent dacă a fost considerat pietrar, sculptor sau zidar.
Cea mai veche descriere a ansamblului de la Golești a aparținut lui Paul de Alep, care a lăsat următoarele rânduri: „Am ieșit din Târgoviște, luni 12 ianuarie (este vorba de anul 1657) și am ajuns seara într-un sat al marelui logofăt numit Golești (Stroe Leurdeanu), care are o biserică mare și frumoasă, cu un acoperiș în două ape, pe care el o clădise cu hramul Sf. Treimi. Deasupra se ridica o clopotniță bine întărită și bine păzită. Palatul logofătului este o clădire armonioasă, măreață, apărată de multe turnuri. Am dormit acolo (împreună cu tatăl său, Patriarhul Macarie), fiind primiți cu mare cinste și ospătați la masă domnească”.
În ceea ce privește decorația sculptată a arhitecturii profane, se constată aceeași evoluție ca și în ornamentația bisericilor. O etapă de sobrietate, în care chenare simple, ușor profilate încadrează golurile ușilor și ferestrelor, pridvoarelor sprijinite pe coloane simple, masive și greoaie de zidărie, fapt regăsit și la ansamblul de la Golești. Vocabularul plastic al arhitecturii laice a debutat printr-o etapă de sobrietate decorativă, în care portalurile, ancadramentele de ferestre și capitelurile coloanelor sau ale pilelor de la pridvoare sunt simple și prevăzute doar cu ușoare profile. Aceste caracteristici sunt specifice și la conacul Goleștilor.

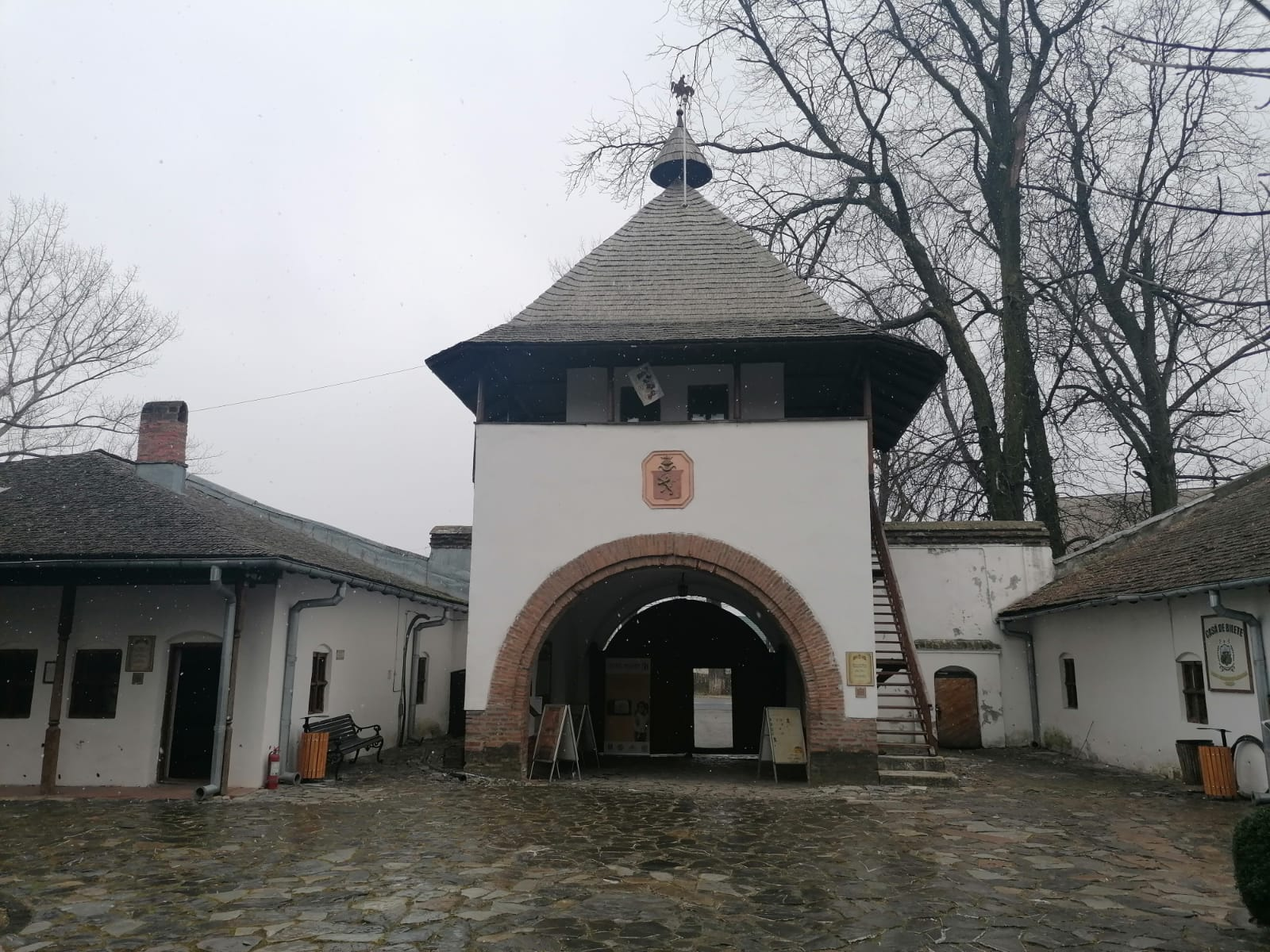
Intrarea la conacul Golești

Lipsa unor izvoare contemporane ridicării conacului, precum și puternicul incendiu din anul 1716, care a distrus cea mai mare parte din construcțiile de la Golești, nu ne permit să avem o imagine exactă asupra aspectului inițial al conacului. Făcând, însă, comparație cu monumentele similare din veacul al XVII-lea, putem afirma că ansamblul de la Golești era compus din casa mare a proprietarului, odăile slujitorilor  și dependințele; iar toate acestea erau înconjurate de construcții mai mult sau mai puțin fortificate.
Toate casele boierești, sau domnești, ce s-au păstrat până în zilele noastre, construite în secolele XVII-XVIII prezintă un spațiu de locuire mult ridicat de la sol, înălțare datorată zidirii acesteia deasupra unor încăperi boltite  de relativ mari dimensiuni – pivnițele și beciurile – ce au nivelul de călcare situat, în general, sub nivelul solului. Aceasta a constituit prima deosebire importantă între casa țărănească și cea boierească, înălțarea casei fiind primul gest arhitectural de exprimare a diferențierii sociale.
Cercetătorii care au studiat elementele de arhitectură ale conacului Goleștilor au constatat prezența a două elemente comune cu cele ale locuinței țărănești: planul și foișorul.
Casa din Golești a fost ridicată pe un plan simplu dreptunghiular, cu latura mare îndreptată în direcția sud-est nord-vest. Clădirea avea un singur nivel de locuire, cu planșeul camerelor înălțat la circa 2 metri față de sol, fiind așezată, în întregime, deasupra unor beciuri înalte și încăpătoare, frumos boltite cu semicilindri pe dublouri. Astfel, ea seamănă cu o casă moșnenească din această regiune, atât ca împărțire și ca aspect, cât și prin faptul că nu prezenta nici un element de fortificare, fapt deosebit de interesant, dacă ne reamintim că proprietarii ei, au fost mereu amestecați în luptele dintre partidele boierești ale vremii.

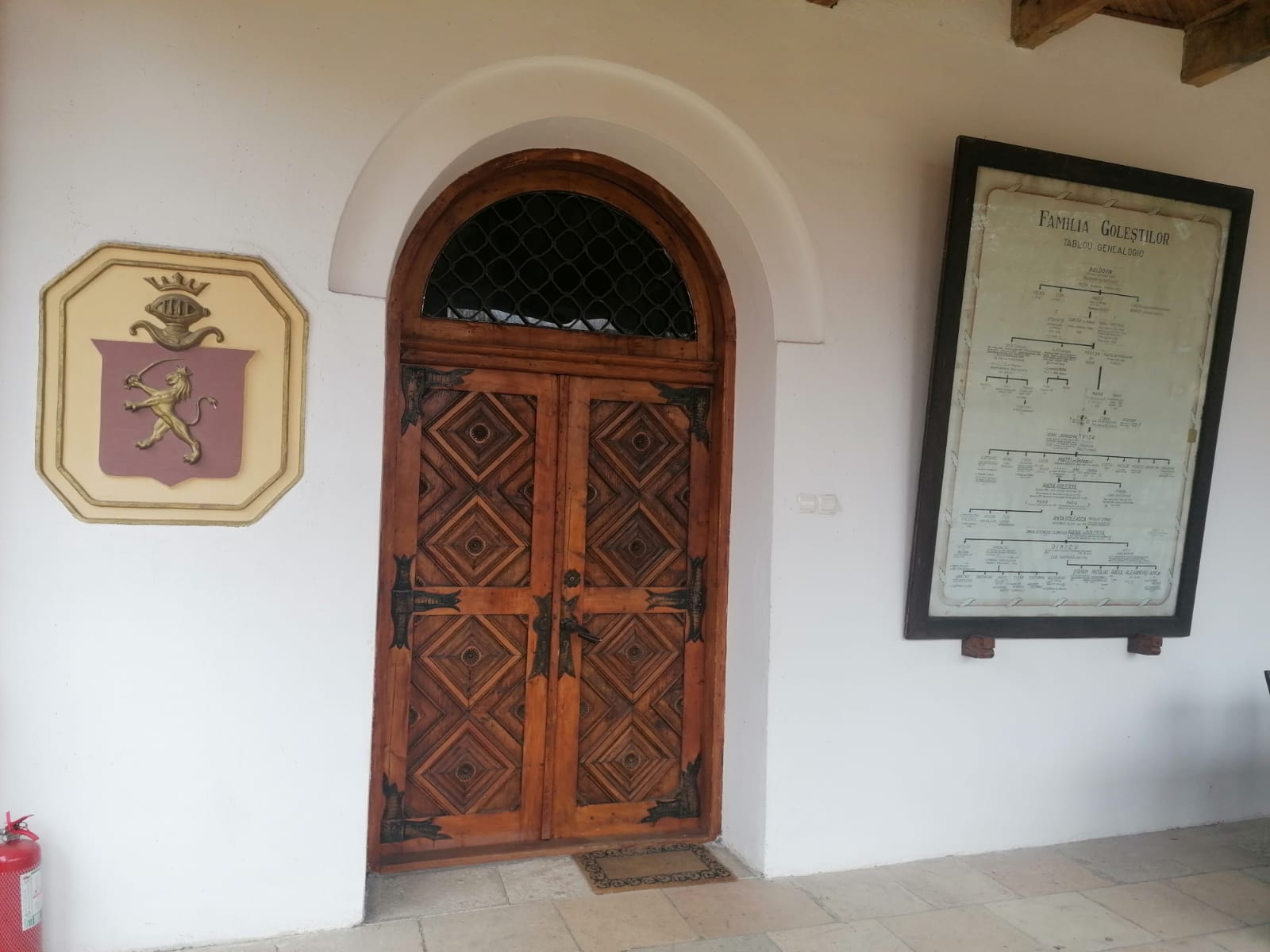
Tablou - Arborele genealogic al familiei Golești aflat în fața intrării

Al doilea element de arhitectură comun cu casa țărănească a fost foișorul, considerat de specialiști ca fiind un mod de construcție cu caracter internațional, răspândit în țările peninsulei Balcanice. Astfel, acest element arhitectural a fost întâlnit inițial la casele boierești, răspândindu-se ulterior în forme neașteptat de variate, rămânând definitiv în arhitectura satelor românești. Foișorul, sau pridvorul conacului de la Golești a avut mai multe variante. Forma inițială pe stâlpi octogonali din zidărie, aparținând primei construcții, a fost pusă în evidență în urma campaniei de restaurări din 1942-1943. acest foișor se găsea pe fațada principală orientată, pe atunci, spre drumul Piteștilor.
Din vechea înfățișare a camerelor, numai cea din stânga intrării mai păstrează, până în zilele noastre, forma inițială. Lumina care pătrunde prin cele patru ferestre ale acestei odăi este sporită de albul pereților și al tavanului cu boltă în lunete. Pardoseala este formată din cărămizi așezate pe lat. Camera alăturată păstrează, în partea superioară a pereților, urmele lunetelor bolții, dar bolta propriu zisă a dispărut, fiind înlocuită de un tavan simplu, care se sprijină pe bârne cioplite din stejar. Celelalte încăperi nu prezintă indicii care să presupună existența inițială a bolților. Ferestrele fiecărei încăperi au deschizăturile în zid mai largi spre exterior.

### Interioarele
Prima cameră din stânga era a lui Ștefan, cea de-a doua cu fața spre miazăzi era a Zincăi Golescu, a treia a Anei Racoviță, a patra, cu fața spre curtea din spate era a lui Radu C. Golescu.
În partea din dreapta, cum privim dinspre scara în potcoavă era salonul. Pe aceeași parte cu acesta – cu ferestrele spre miazănoapte erau trei încăperi în care locuiau cei ai casei. Precum și cei care veneau în vizită la conac. Salonul era mare, mobilat simplu, cu două divane – cu o măsuță rotundă între ele, lipite de zidul din fața ferestrei; în mijloc era o masă ovală, cu jilțuri în jur îmbrăcate în catifea de Utrecht de roșu aprins. Acesta avea trei ferestre care dădeau în pridvor. În salon, deasupra măsuței rotunde, se află portretul Zincăi Golescu, în floarea tinereții și frumuseții, cu samurul din păr prins cu stele de briliant, rochia Empire decoltată și un trandafir pe umăr.
Trecerea de la iatacul secolului al XVIII-lea, corespondentul sud-est european al budoarului occidental, s-a făcut  în primele decenii ale perioadei ce ne interesează datorită modificării viziunii hedoniste asupra femeii. Locuința a reflectat de acum, sub raport micro, tot mai mult modul de organizare al societății.
Pentru prima jumătate a veacului pătrunderea tot mai accentuată a noului a bulversat întreaga societate – femeile fiind primele care au adoptat forme occidentale legate de îmbrăcăminte, decorarea locuinței, petrecerea timpului liber ceea ce creează tensiuni, dar și creșterea diferențelor față de ceilalți.
În camera Zincăi Golescu este un pat de lemn Biedermeier de culoare deschisă, cu un spătar ascuns după paravan, cu o oglindă potrivită între ferestre, cu un scrin și un birou, cu o canapea îmbrăcată într-o stofă țesută în alb și albastru, cu câteva passiflore sau un trandafir, „gloire de Dijon”. Într-un vas de porțelan de culoare verde închis erau alte flori păstrate ca în seră – în odaia ei, mămicuța retrăiește, în gând, un întreg trecut de fericire și liniște, pe care odinioară îl trăiau laolaltă.
În vitrină sunt expuse mai multe obiecte care au aparținut Zincăi Golescu: piese dintr-un serviciu de porțelan, o umbrelă, o pungă pentru bani, un evantai, un șirag de mătănii, sticluțe de parfum, bombonieră, zaharniță, pudrieră, coșuleț din argint filigranat, casetă de bijuterii, etc.
Alături de camera Zincăi Golescu era dormitorul Anicăi Davila și al doctorului Carol Davila, amenajat în stil Biedermaier. În această cameră era un pat de mijloc, o masă rotundă, un dulap cu o ușă, un secretaire, o noptieră, o pendulă. Draperiile roșii cu dungi de culoare neagră și motive florale creează o atmosferă caldă camerei. În vitrină sunt expuse fotografiile cu cei patru copii ai cuplului Davila, trusa chirurgicală, cărți ale doctorului Davila iar pe pereți tablouri cu Anica Davila și cu Al. Davila, în copilărie. Pe noptiera din stânga se observă  lampă care funcționa cu petrol. Se poate admira și o cutie cu sertărașe unde se păstrau medicamentele.
Pentru a ajunge în camera orientală, din holul central se trece printr-unul mai mic, la capătul căruia se află această încăpere care cuprinde o sofa, acoperită cu o cuvertură cu motive orientale, pe perete se află o carpetă cusută cu fir de argint, o semilună și o veioză pentru iluminat. Mobilierul era compus dintr-o măsuță, pe care a fost așezată o tipsie cu rol practic. Covoarele executate în tehnica Signech acoperă pereții camerei.
În spate era sufrageria cu o masă lungă și scaune multe, unde adesea se strângeau 30 de persoane. Dar masa nu însemna doar a mânca, ci a te regăsi mai ales în mijlocul familiei. La etaj se află o cameră imensă unde dormeau toți nepoțeii și alte două odăi mai mici ale nepoatelor. Din nefericire, odată cu trecerea timpului, dintre cei care au locuit pentru o perioadă de timp mai lungă sau mai scurtă au rămas din ce în ce mai puțini: Felicia Racoviță care s-a stins în 1906 și Ecaterina A. Golescu care s-a stins în anul 1925.
Din cele prezentate mai sus  remarcăm, ca trăsătură principală a interioarelor de la conacul Goleștilor a reprezentat-o coabitarea elementelor orientale cu cele occidentale.
Influența orientală a persistat și în secolul al XIX-lea, însă prin neașteptate ciocniri cu cea occidentală. Puse alături, portretele lui Constantin (Dinicu) Golescu și al soției sale dovedesc reale interferențe de mode și influențe. În timp ce Constantin (Dinicu) Golescu purta cafta cu giubea și barba tăiată după moda orientală, soția sa era îmbrăcată cu o rochie dintr-o țesătură imprimată cu floricele, avea o fundă de culoare mov-roz și are pe deget un inel oriental.
Aceeași interferență de stil oriental și occidental se poate sesiza și la anumite piese de mobilier: pipele lungi și ciubucele sunt păstrate în dulapuri speciale de modă franceză.
Camera de lucru a fraților Golești, este singura care mai păstrează câteva elemente de arhitectură medievală a conacului (tavanul cu boltă în lunete și pardoseala realizată din cărămizi așezate pe lat). În vitrine sunt expuse mai multe obiecte specifice elitei aristrocratice a secolului al XIX-lea: acte, cutie pentru țigarete, lornion, toc de argint, toc de călimară, casetă mică pentru bijuterii, sfeșnice, lădița de zestre.
Lângă ușă se află cuferele lui Dinicu Golescu cu care acesta a călătorit în Occident iar pe pereți sunt expuse diverse fotografii și un tablou cu Nicolae Golescu în costum de vânătoare, precum și o copie după tabloul „România revoluționară” realizat de pictorul C.D. Rosenthal.
Mobila austriacă Biedermeier a transformat în scurt timp atmosfera orientală a interioarelor cu sofale. Scoarțele orientale au decorat interioarele și în perioada următoare. Constantin (Dinicu) Golescu care a călătorit mult în țările europene a adus, fără îndoială, în conacul său multă faianță occidentală. În primăvara anului 1967, cu ocazia trasării unor alei în curtea muzeului au fost scoase la iveală, din același strat de pământ, cioburi de faianță engleză Birmingham alături de fragmente de ciubuce turcești și cioburi de ceramică săsească, dovedindu-se încă o dată existența interferenței de elemente orientale și occidentale.

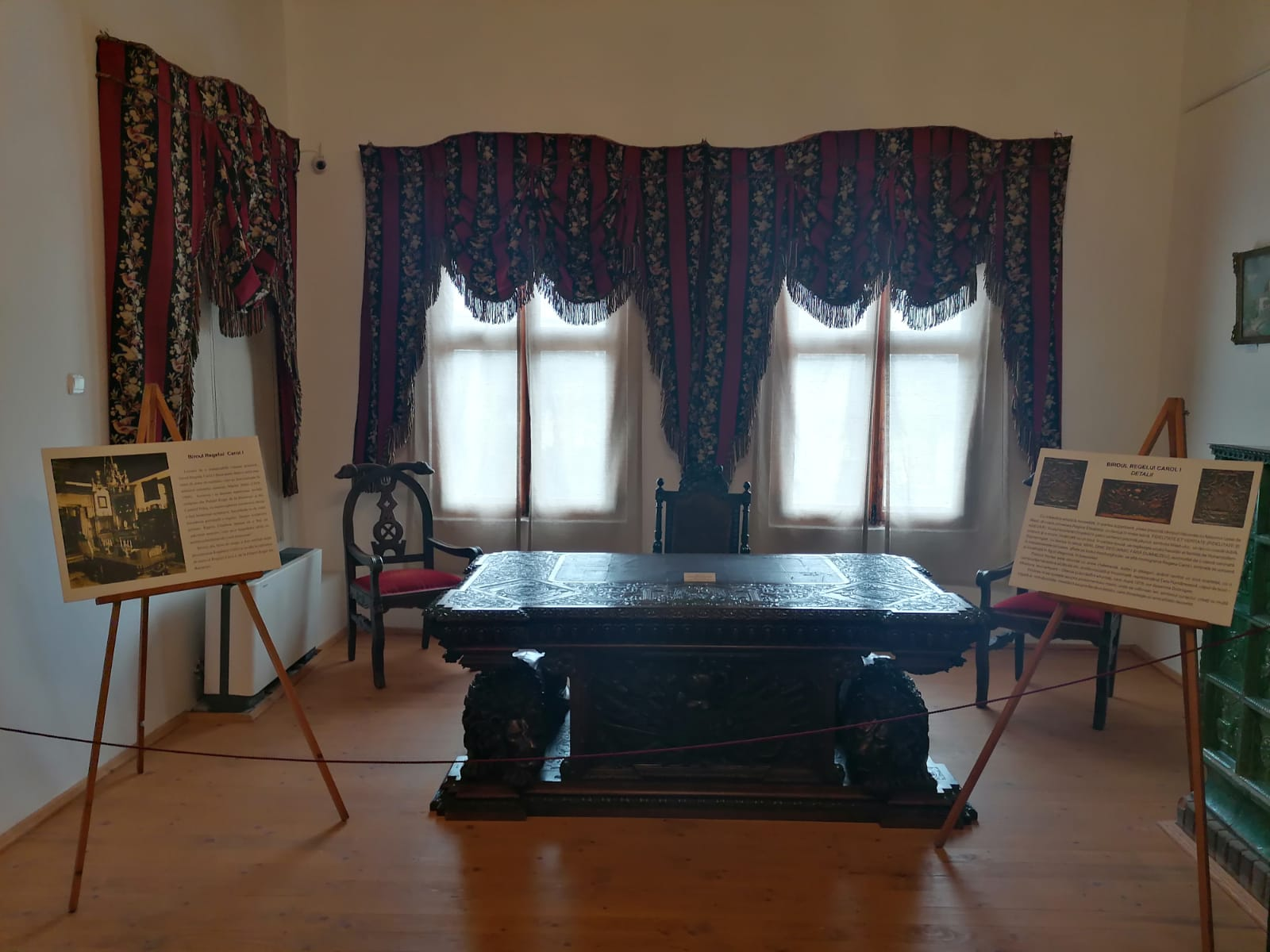
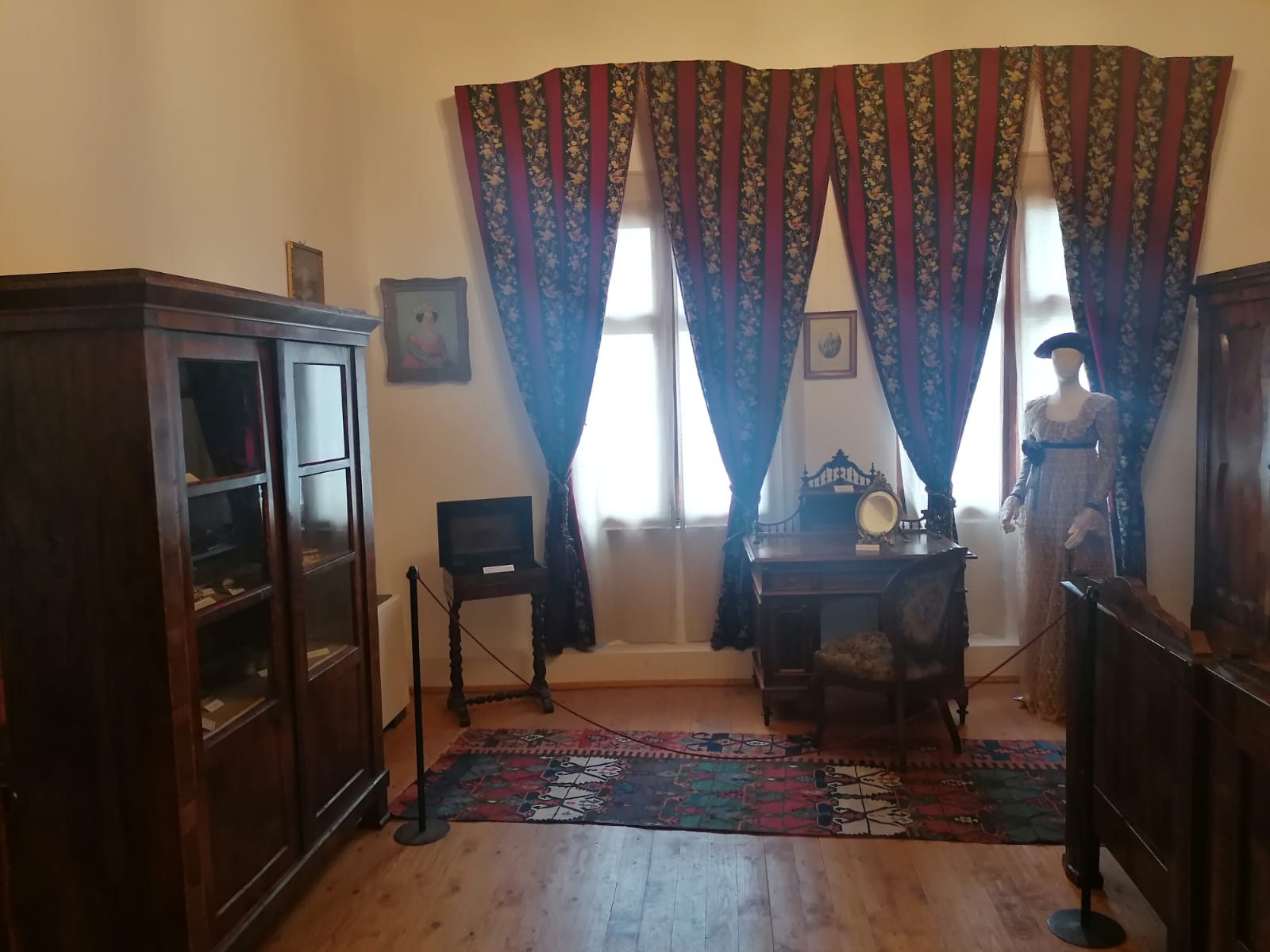
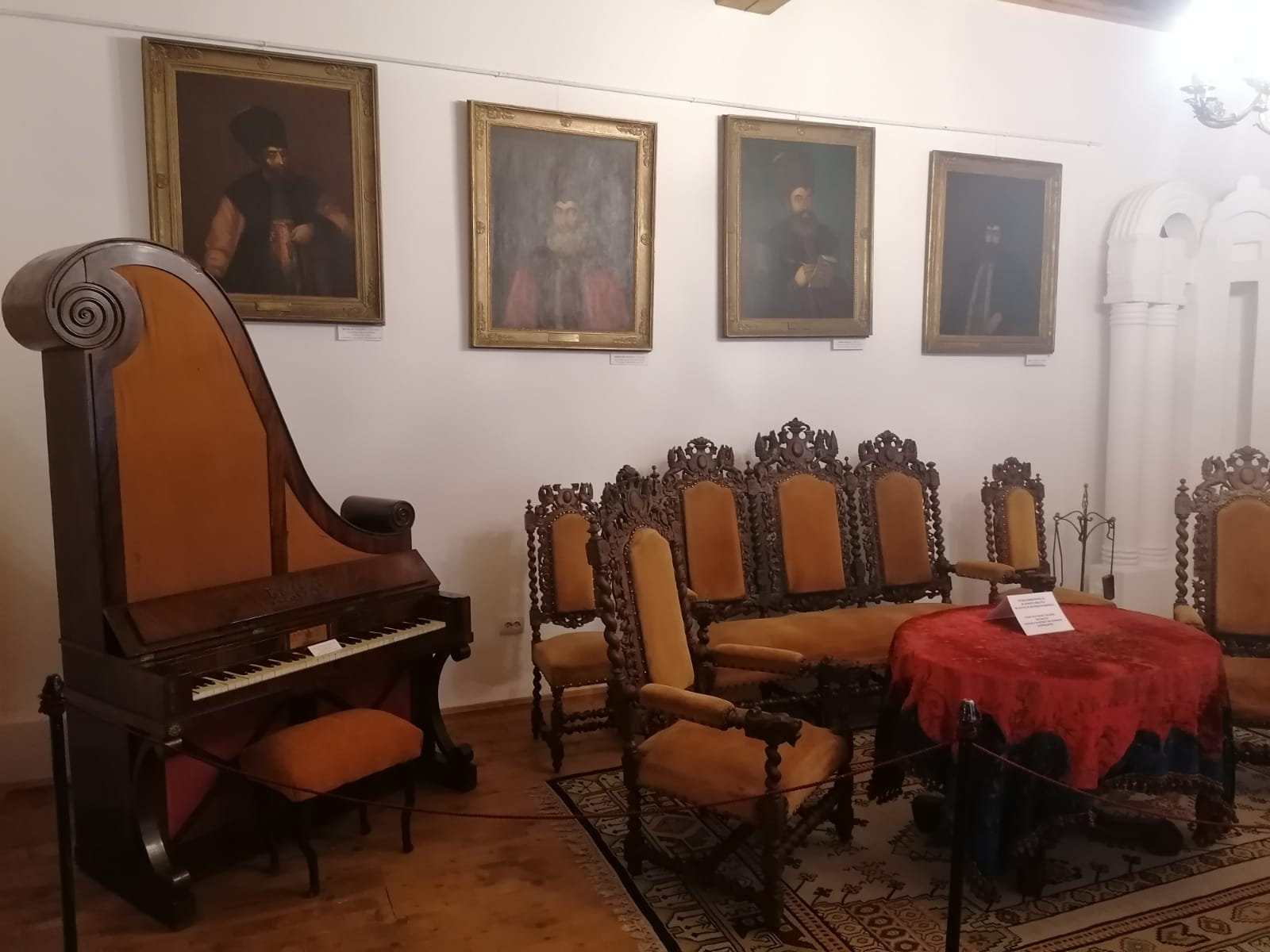
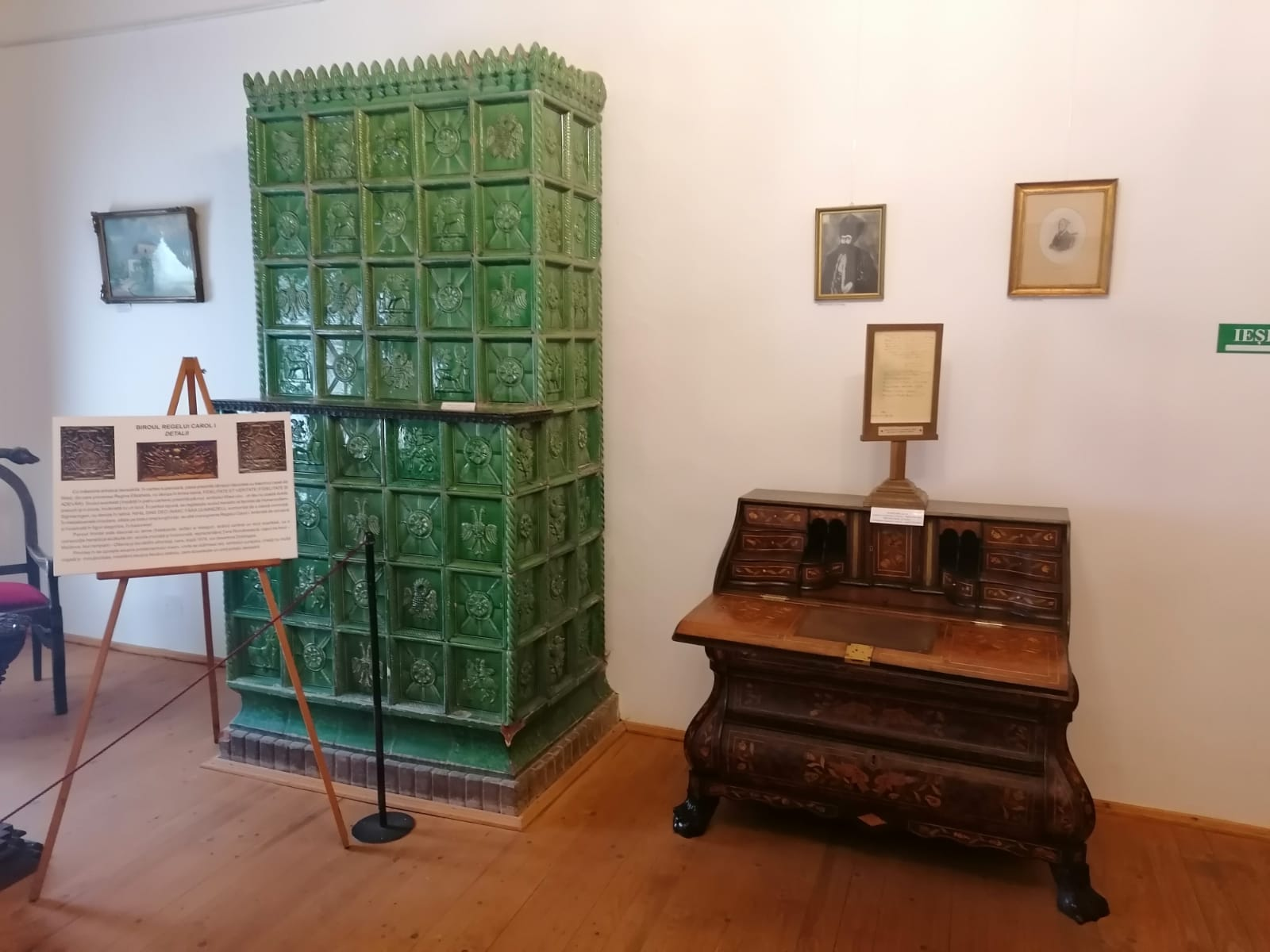

Camere din interiorul conacului

#### Camera dedicată Casei Regale
- Biroul Regelui Carol I

Lucrare de o remarcabilă valoare artistică, biroul regelui Carol I făcea parte dintr-o serie mai mare de piese de mobilier, care au fost realizate în atelierul artistului renumit Martin Stöhr (1819-1896). Acestuia i se datorau numeroase mobile sculptate din Palatul Regal de la București și din Castelul Peleș, sub supravegherea construirii căruia a fost însărcinat sculptorul, bucurându-se de toată încrederea personală a regelui. Despre sculptorul german, Regina Elisabeta spunea că a fost un „adevărat maestro, care ne-a împodobit sălile cu mobile și lambriuri de o rară frumusețe”.
Biroul, din lemn de stejar a fost realizat după proclamarea Regatului (1881) și se afla în cabinetul de lucru al regelui Carol I, de la Palatul Regal din București.
Cu măiestrie artistică deosebită, în partea superioară piesa prezintă câmpuri decorate cu blazonul casei de Wied, din care provenea Regina Elisabeta, cu deviza în limba latină „FIDELITATE ET VERITATE” (Fidelitate și adevăr). Scutul scartelat (împărțit în patru cartiere) prezintă păunul, simbolul Wiedului, un leu cu coadă dublă precum și o cruce, încărcată cu un scut. În partea opusă, se regăsește scutul heraldic al familiei de Hohenzollern – Sigmaringen, cu deviza în latină „NIHIL SINE DEO” (Nimic fără Dumnezeu), surmontat de o cască coronată. În medalioanele  circulare, aflate pe blatul dreptunghiular, se află monograma Regelui Carol I, timbrată de coroană și încadrată în figuri alegorice, în basorelief.
Panoul frontal este decorat cu arme (halebarde, sulițe) și steaguri, având central un scut scartelat, cu o compoziție heraldică alcătuită din: acvila cruciată și încoronată, reprezentând Țara Românească, capul de bour – Moldova, leul rampant – Oltenia și doi delfini afrontați, care, după 1878, vor desemna Dobrogea.
Privirea ni se oprește asupra postamentului masiv, unde se odihnesc leii, simbolul curajului, creați cu multă migală și minuțiozitate, insistând asupra fiecărui detaliu, care dovedește un simț artistic deosebit.
- Tronul regal

În toate civilizațiile orientale și mai apoi occidentale, palatul se organizează în jurul Sălii Tronului și regiei imaginii autorității conferite suveranului. Întotdeauna este situat pe o estradă constituită din câteva trepte.                                                                                                                                                                                                                                            După ce România a fost proclamată Regat (1881) au fost realizate două tronuri, pentru cei doi suverani, Regina Elisabeta și Regele Carol I. de inspirație neobizantină, tronurile au fost confecționate din lemn aurit și ornate cu pietre semiprețioase. Pe spătar sunt reprezentate cifrele regelui Carol I și Reginei Elisabeta, create din bronz aurit, aplicat pe plăci de onix algerian. Fără a fi pe deplin documentată, realizarea celor două piese este legată de numele arhitectului Charles André Lecompte de Nouÿ, restauratorul bisericii episcopale de la Curtea de Argeș.

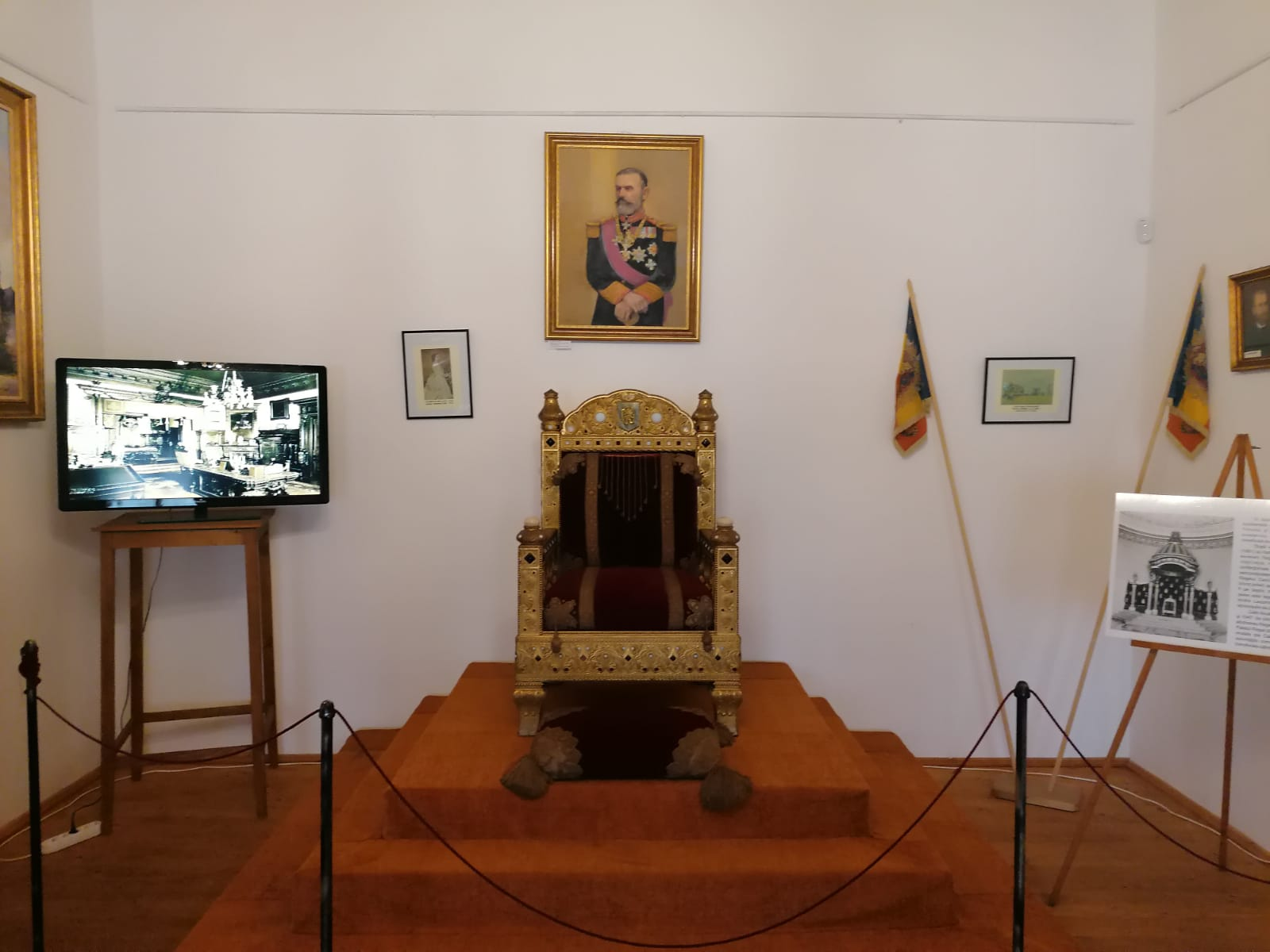
Tronul regal

Cele două piese au fost folosite între anii 1885 și 1947, de către cei patru regi ai României. După abdicarea Regelui Mihai I, la 30 decembrie 1947, la Palatul Regal din București, toate bunurile mobile și imobile ale Casei Regale au fost gestionate de autoritățile comuniste, o parte din obiecte fiind transferate către diverse instituții de cultură din țară.

### Biserica
La șase ani după construirea conacului, Stroe Leurdeanu a ridicat în vecinătatea acestuia o frumoasă biserică. Arhitectura și decorația ei, în care se îmbină armonios elemente specifice veacului al XVIII-lea cu tradițiile mai vechi muntenești și cu unele influențe străine, fac ca vizitarea ei să suscite un deosebit interes.
Biserica are planul dreptunghiular, asemănător celui de la Gherghița (regiunea Ploiești), zidită de Matei Basarab în 1641 și care, se pare, a servit ca model. Mai mare decât bisericile similare precedente, ea are în exterior 25 m lungime, 10 lățime și înălțimea de peste 8 m. Caracteristic arhitecturii religioase de la mijlocul secolului al XVII-lea este ridicarea clopotniței pe pronaos. Inițial, biserica din Golești a avut clopotniță, dar cutremurul de la începutul veacului al XIX-lea a distrus-o. Urmele zidurilor ei se văd în podul bisericii, iar în grosimea peretelui nordic, în pronaos, se află și azi scara de acces care ducea la ea. Tot atunci, a dispărut, probabil, turla de pe naos, a cărei prezență inițială e dovedită de resturile vechii zidării rămase în pod.
Pisania, săpată în piatră, aflată pe peretele despărțitor dintre pronaos și naos arată că biserica a fost înălțată „cu toată cheltuiala jupânului Stroe Leurdeanu mare vistier și al jupânesei lui, Vișa, în zilele lui Matei Basarab …” și terminată la 25 iunie „văleat 7154” (1646). Ușa bisericii este împodobită cu un desen sculptat în piatră, în care își fac apariția din ce în ce mai mult, alături de elemente moldovenești, pătrunse în Țara Românească prin meșterii trimiși de domnitorul Vasile Lupu în 1645 pentru ridicarea bisericii Stelea din Târgoviște, și motive de origine orientală. Ornamentele – flori, linii împletite, drepte și oblice – de pe laturile verticale ale chenarului, sunt puțin adâncite, prezentând multe corespondențe cu cele specifice artei armenești. Acolada cu vârf de deasupra ușii ca și firida de mari proporții, suplă și bine proporționată, sunt de influență arabă.
Dăltuite în piatră și influențate de arta moldovenească și orientală sunt și chenarele ferestrelor bisericii (4 pe latura sudică, 2 pe latura nordică, una în proscomidie și alta în altar). Ele au, în partea superioară, împletituri inspirate din alfabetul decorativ armenesc, care se termină cu o cruce, sau arcuri cu mai multe vârfuri. Chenarul ferestrei altarului are ca element deosebit față de celelalte o funie răsucită într-un sens și în altul, care înconjoară fereastra, influență a decorației bisericilor moldovenești. Pe această fereastră, ca și pe contrafortul din stânga intrării în biserică, se păstrează, cioplit în piatră, numele meșterului Stoica, care probabil a executat sculptura bisericii.
Zidurile exterioare ale bisericii sunt împărțite în două registre de un brâu de cărămizi, așezate în formă de zimți de ferăstrău. Cel superior este format din firide oarbe semicirculare, iar cel inferior din firide dreptunghiulare mai înalte. Liniile în relief care despart firidele sunt influențate de arta armeano-georgiană. În registrul superior, zidurile sunt acoperite cu un strat gros de tencuială care, în partea de sus a firidelor are rozete și linii curbe de culoare roșie. Pentru a imita zidăria din cărămidă aparentă specifică în Muntenia veacului al XVI-lea, restul bisericii a fost tencuit cu linii groase și roșii, așezate orizontal și vertical.
Cornișa este formată din cărămizi în unghi, așezate pe trei rânduri, formând zimți. Sub cornișă se află un rând de discuri de ceramică smălțuită, în culori diferite, influențate de arta moldovenească.
O particularitate a bisericii din Golești, o constituie cele patru contraforturi, așezate două pe fațada laterală și două în diagonală în colțurile laturii vestice. Întrucât nu sunt amplasate acolo unde prezența lor ar fi fost necesară pentru sporirea rezistenței construcției, se poate bănui că rostul lor este mai mult ornamental. Contraforturile sunt de influență moldovenească, deosebindu-se însă de acestea prin înălțimea lor mare, ele prelungindu-se până sub acoperiș.
Biserica este împărțită în interior în pronaos, naos și altar. Dacă în vremea când s-a construit biserica din Golești, edificiile bisericești aveau pronaosul despărțit de naos prin arcade sprijinite pe stâlpi, aici se continuă tradiția secolelor anterioare de separare a pronaosului de naos printr-un perete cu ușă.
Remarcabilă, din punct de vedere artistic la biserica din Golești, este tâmpla din lemn sculptat și policromat, specifică secolului al XVII-lea. Icoanele ei, mai ales praznicarele, originale, sunt de asemenea deosebit de frumoase.
Din vechea pictură a bisericii au fost dezvelite, cu ocazia unor restaurări din secolul al XX-lea, numai câteva fragmente din proscomidie. Straturile de pictură, făcute ulterior construcției bisericii, nu prezintă un interes deosebit.
În pronaosul bisericii se află mormântul pe care se găsește următoarea inscripție: Gheorghe Radu Golescu – decedat în luna august 1848 în etate de 80 de ani și Maria Golescu, născută Bălăceanu, decedată în luna iulie 1860, în etate de 90 de ani. Pe această lespede se află trecut și numele Elenei Golescu. De asemenea, se află mormântul generalului Nicolae C. Golescu, decedat la data de 6/22 decembrie 1877, al lui Ștefan C. Golescu, „repauzat la 27 – al lunei August 1874” și al lui Radu C. Golescu care a decedat la 5 mai 1882, în vârstă de 68 de ani. Tot în pronaosul bisericii se află înmormântați Dumitru Racoviță și Zoe C. Golescu. Pe un alt mormânt, după cum arată o inscripție de pe lespede, scrie Constantin Racoviță, decedat în anul 1891 și Felicia Racoviță, decedată la 25 decembrie 1906.
În cursul anilor, biserica a avut de suferit urmările unor calamități. Un incendiu puternic din secolul al XVIII-lea a distrus acoperișul și o porțiune de la altar spre tâmplă, iar cutremurul de la începutul secolului al XIX-lea, clopotnița și turla.

### Baia turcească
Baia turcească cu aburi are proporții destul de mari pentru un conac boieresc (6,31 x 8m). Horia Theodoru a considerat că baia turcească a fost ridicată tot de Stroe Leurdeanu, tot din aceeași perioadă a fost și poarta dintre curte și parc, afirmația bazându-se pe modelul cărămizilor de format special al “ciubucelor”, și baia turcească așezată în partea de nord-est a incintei, unde a văzut, pe lângă bolta sferică așezată  pe „trompa” de colț, urmele canalizării apelor și urme de încălzire pe sub pardoseală. A fost sigur că olanele cupolei băii turcești au fost închise, probabil cu geamuri colorate. De asemenea, a scris că lângă baia turcească s-a aflat un turn cilindric de apărare. Baia de la Golești, ca și cea de la Târgoviște, era izolată și depărtată de celelalte construcții, față de curtea veche de la București, unde baia face corp cu restul clădirii.

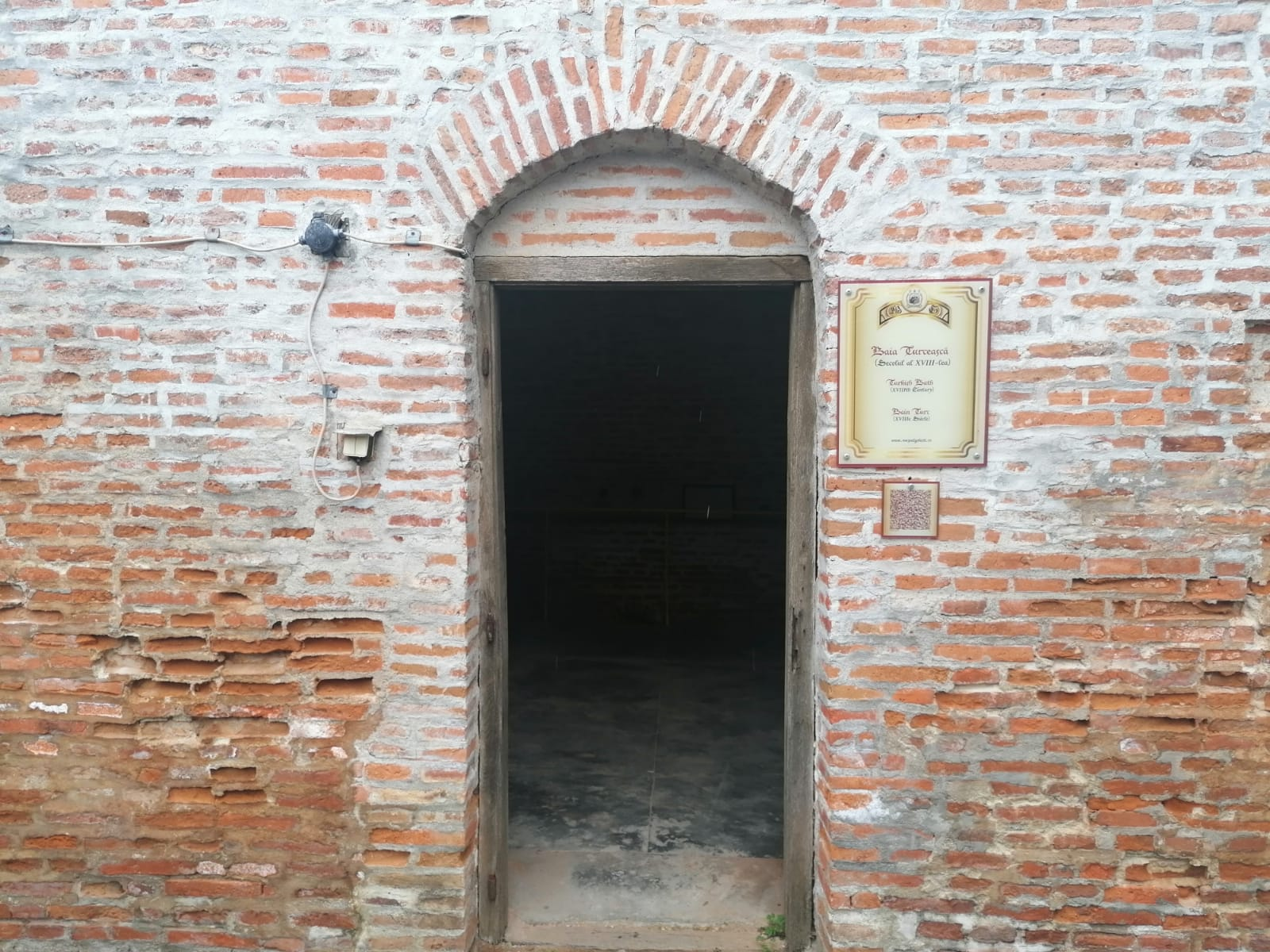
Baia turcească

Pe plan dreptunghiular, baia turcească are ziduri groase de 0,80 m din cărămizi legate cu straturi groase de mortar. Încăperea propriu-zisă a băii este de formă pătrată, cu latura de 4,70 m. Are tavanul din cărămidă, construit în boltă și străpuns de orificii pentru aerisire. Tencuiala din mortar de var și nisip amestecat cu cărămidă pisată dă interiorului băii o culoare roșiatică. Din vechea tencuială s-au păstrat fragmente ce se pot vedea și astăzi. Pe latura de nord-est se găseau cazanele pentru apă, sub care era vatra sub care se făcea focul, pentru încălzirea apei și a lespezilor de piatră. De la vatră, prin trei orificii mari, fumul și aerul cald treceau pe sub pardoseala de piatră și se ridicau prin olanele îngropate vertical în pereții laterali până la acoperiș. Olanele foloseau nu numai pentru tirajul focului din vatră, ci și pentru încălzirea în anumite limite a zidurilor. Din rezervoarele cu apă, patru conducte din olane smălțuite corespundeau în baie: două pentru apa caldă, iar celelalte pentru apă rece.
O conductă din ceramică, ce aducea apa din izvoarele dealurilor învecinate și care era destinată să alimenteze conacul, trebuia să aprovizioneze și baia. Faptul că nu există legătura între conducta de apă și baia turcească, precum și lipsa unor urme care să dovedească dovedirea vetrei ne îndreptățesc să credem că baia, deși a fost construită în întregime, nu a fost folosită niciodată.

### Grădina. Foișorul cu umbrar. Eleșteul
Corespondența familiei Golescu ne-a oferit informații despre aspectul curții interioare. Aleea mare ce ducea de la poartă la clădirea principală avea pe margini numeroase flori. În dreapta intrării în cocan, se întindea „grădina cea mare” cu „felurimi de pometuri”.
De asemenea, în parcul familiei se găseau, pe lângă arbori seculari, unii de esențe exotice, liliac, chioșcul de vară frumos construit și proporționat precum și urmele unui lac, peste care trecea un pod de mesteacăn, restaurat în ultimii ani.
Loc al relaxării și delectării, grădinăritul ocupa mult timp din preocupările celor care locuiau la conac. Grija pentru aranjamentul grădinii devenise o nouă preocupare a boierimii române încă din secolul al XVII-lea. În mijlocul frământărilor de zi cu zi, nevoia de liniște – armonia naturii asigura odihnă sufletului și privirilor. De aceea apelul la natură, ca mijloc de reconfort avea să se resimtă tot mai mult în arhitectura veacului.
În chioșcul de vară aflat în parc, probabil realizat tot după contactele cu lumea turcească, cei din familie, dar și oaspeții se puteau relaxa pe timpul verii, la umbră, aici putând fi servite băuturi răcoritoare, dulceață, cafea sau se jucau copiii. Chiar și adulții organizau diverse jocuri ce se practicau în înalta societate.
În organizarea și îngrijirea grădinii au avut un rol deosebit femeile, în special Zinca Golescu (care a plantat multe specii rare de arbori), dar și Ana-Anica Davila și Felicia Racoviță.

## Muzeul Etnografic în aer liber
Este organizat ca secțiune a Ansamblului Muzeal Golești, prezintă civilizația creată de locuitorii zonelor viticole și livezi din zona Carpaților, Dunării și Negru. Mare. 

### Context

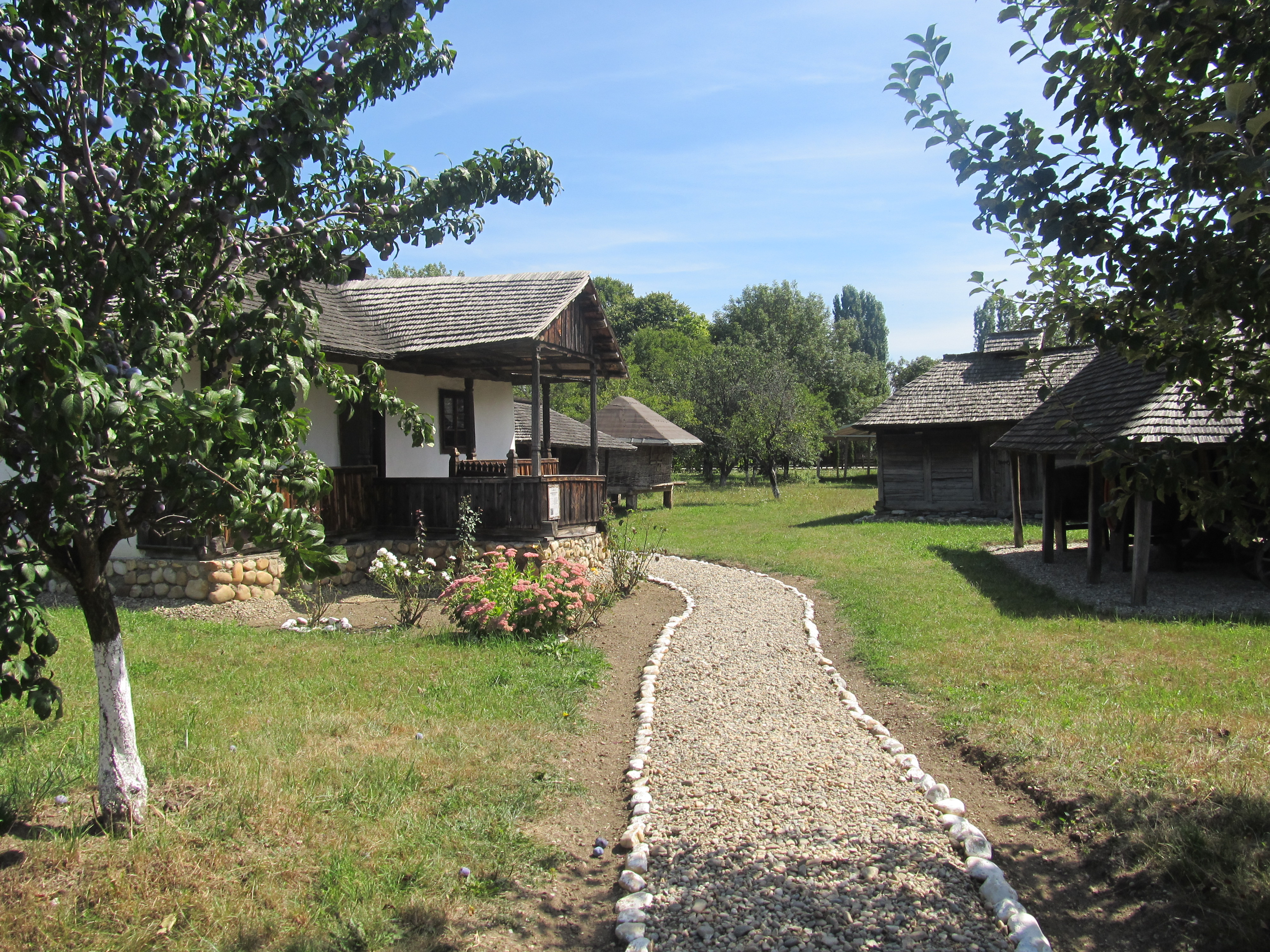
Gospodărie pomi-viticolă zona Teleorman

Fiind un muzeu în aer liber de importanță națională, este primul muzeu din lume care prezintă cele două profesii și artefactele lor. 
Înființarea muzeului de la Golești s-a datorat: 
— nevoii de a descoperi, cumpăra, păstra șcreațiile poporului român legate de două dintre meseriile sale de bază: pomicultura și vița de vie; necesitatea stimulării studiilor privind vechimea, continuitatea și semnificația celor două profesii în economia și istoria țării; 
— sprijinul material generos acordat de locuitori și diverse instituții  pentru a reuni într-un singur loc cele mai importante creații ale viticultorilor într-o zonă în care vița de vie și fructele au o îndelungată tradiție istorică. 
Încă din antichitate solul zonei a oferit condiții minunate pentru creșterea, la început sălbatică, a viței de vie și a pomilor fructiferi. Aceste fructe au fost adunate și consumate de locuitorii paleolitici. Conform descoperirilor arheologice, comunitățile neolitice zona, au început să cultive viță de vie și pomi fructiferi.
Geto-dacii au acordat o atenție deosebită dezvoltării celor două profesii. Și pentru aceste două domenii, epoca romană a însemnat un progres deosebit, evident în: extinderea terenului cultivat, îmbunătățirea uneltelor și teascurilor, îmbunătățirea soiurilor de viță de vie și pomilor fructiferi. Această realitate se oglindește și în limba română care, pe lângă cuvintele de origine autohtonă: strugure, butuc (viță), a păstrat și cuvinte de origine latină: vivă (viță de vie), vie, poamă (fruct), must, vin, bețiv, etc.
Pe o suprafață de 10 de hectare au fost remontate, începând cu anul 1966, peste 30 de gospodării din principalele zone viticole și pomicole ale României.

### Lista Monumentelor din Muzeu
- Biserica de lemn Drăguțești - Cotmeana
- Bordei Puțuri Castranova
- Casa Drăgășani
- Casa Glodeni
- Casa Vulturești
- Casă Jugur
- Casă Davidești
- Casă Ighiel
- Casă Chiojd
- Casă Ostrov
- Casă Sarmizegetusa
- Casă din Nicolae Bălcescu
- Cămară
- Cămară pe beci
- Cămară Vrancea
- Gospodăria Ighiel
- Gospodărie pomicolă Buzău
- Gospodărie pomicolă din zona Hațeg
- Gospodărie pomicolă Jugur-Muscel
- Gospodărie pomicolă Mușcel-Argeș
- Gospodărie viticolă Dolj
- Gospodărie viticolă Drăgășani-Vâlcea
- Gospodărie viticolă Goldeni
- Grajd
- Han de răscruce Posești
- Magazie
- Magazie Cuca
- Pătul șopru (pe căsoaie)
- Pivniță
- Șură cu poiate
- Șură cu grajd din lemn
- Pivniță săpată
- Povarnă

## Școala slobodă obștească
Secția Pedagogică a muzeului cuprinde „Școala slobodă obștească”,  prima școală superioară din mediul rural, din Țara Românească, deschisă de Dinicu Golescu, la 1 mai 1826.
Școala a fost  înființată în anul 1826,  de Dinicu Golescu,  fiul marelui ban Radu Golescu ,fiind prima școală superioară din mediul rural al Țării Românești, în care se preda în limba română. La 1826, țiganii aveau statut de robi, iar Dinicu Golescu le-a permis tuturor să învețe carte, indiferent de statutul social. A ajuns să înființeze această școală-reper pentru spiritualitatea românească și pentru România modernă de mai târziu după ce a călătorit în Occident, în Franța, Germania și Austria și a realizat că un popor care nu va avea în față stindardul culturii va mărșălui prin istorie mai degrabă ca o gloată, și nu ca o oștire. Din acest motiv a hotărât ca pe cheltuiala lui să înființeze  Școala slobodă obștească.
Școala nu a ființat foarte mult, după moartea cărturarului fiind închisă. Zoe Golescu (cu diminutivele Zinca, Zoița), văduva sa, care a și predat în această școală, a încercat redeschiderea „școlii slobode obștești”, ctitorie a socrului său, banul Radu Golescu, pe la 1850, pentru o perioadă foarte scurtă. Zoe Golescu, a luptat pentru emanciparea socială și intelectuală a populației românești.
Zoe Golescu (cu diminutivele Zinca, Zoița) s-a născut la sfârșitul secolului al  XVIII-lea, în 1792, la Craiova, ca fiică a lui Alexandru Farfara și a Dumitranei Pârșcoveanu. Ea a devenit, la o vârstă foarte fragedă, numai de 13 ani, soție și, la 14 ani, mama primului copil al boierului Dinicu Golescu.
În timpul căsătoriei sale cu vestitul călător și iluminist român, Zoe va întemeia o familie numeroasă compusă din patru băieți și o fată, Ana (Lelița) Golescu. Băieții, Ștefan, Nicolae, Radu și Alexandru (Albul) vor reprezenta toți elita de la 1848.  Zoe Golescu a fost una dintre femeile culte și extrem de agreabile din București, bună cunoscătoare a limbii grecești, în care a scris mai puțin și, în special, a limbii franceze, în care era o excelentă epistolară, cu reale calități literare. Scrisorile sale către cei patru băieți ai săi, toate în limba franceză, dincolo de conținutul lor extrem de interesant, sunt bogat colorate stilistic și puternic pătrunse de sentimentalism, dar de un sentimentalism puternic și viguros.

## Muzeul Golești și filmografia românească
De-a lungul anilor, aici s-au turnat numeroase secvențe din filme care au încântat publicul românesc, cum ar fi:
1. Haiducii (regia Dinu Cocea 1966) unde au jucat actori precum Marga Barbu, Ion Besoiu, Amza Pellea;
2.  Bătălie pentru Roma I (regizor Robert Siodmak, regizor secund Sergiu Nicolăescu 1969); secvențele din film au folosit curtea casei de la Glodeni, unde războinicul Gor Witichis (Florin Piersic) spărgea lemne;
3. Tănase Scatiul (regia Dan Pizza 1976), inspirat din romanele scriitorului Duiliu Zamfirescu „Viața la țară” și „Tănase Scatiu”, rolul lui Tănase Scatiu fiind jucat magistral de Victor Rebengiuc;
4.  Falansterul (regia Savel Stiopul 1979). Actori: Adrian Pintea și Liviu Ciulei (a întruchipat pe boierul Dinicu Golescu);
5. Iancu Jianu Zapciul (regia Dinu Cocea 1981);
6.  Iancu Jianu haiducul (regia Dinu Cocea 1981). Rolul haiducului Iancu Jianu (1787-1842) a fost jucat de actorul Adrian Pintea, iar într-o secvență din film apare holul central al conacului. Alte secvențe s-au turnat în Muzeul Pomiculturii și Viticulturii (aer liber);
7. Trandafirul Galben (regia Doru Năstase 1982); în holul conacului apare actorul Traian Stănescu care îi spune Margăi Barbu că vrea să-l prindă pe Mărgelatu (Florin Piersic);
8. Misterele Bucureștiului (regia Doru Năstase 1983); holul central și salonul de oaspeți apar iar într-o secvență în care Mărgelatu o sărută pe Elisabeta;
9. Ciuleandra (regia Sergiu Nicolescu 1985); ecranizare după romanul omonim al lui Liviu Rebreanu, unde secvențele din film cu dansul ciuleandra au fost filmate în fața gospodăriei Ștefănești, unde Puiu Faranga (fiul ministrului, interpretat de actorul Ion Rițiu) o remarcă pe Mădălina (Anca Nicola). Scena discuției dintre fostul ministru Policarp Faranga (Gheorghe Cozorici) și mama Mădălinei, de fapt o cerere în căsătorie a acestei fiice de țărani pentru fiul său, s-a filmat în curtea și casa gospodăriei din Bălilești (Gorj). Plimbarea cu automobilul în care se afla forstul ministru s-a filmat pe ulițele muzeului;
10.  Coana Chirița (regia Mircea Drăgan 1985); actori: Draga Olteanu Matei – Chirițoaia; Dem Rădulescu, Ileana Stana Ionescu, Jean Constantin, Cezara Dafinescu, Ștefan Tapalagă, Iurie Darie, etc;
11.  Trenul Vieții (1997 – regia Radu Mihăileanu, muzica Goran Bregovic); acțiunea se petrece în anul 1941 și spune povestea unei comunități de evrei din estul Europei care își înscenează propria deportare, fugind cu un tren german spre Israel, pământul făgăduinței;
12. Aniela (2009 cu Adela Popescu);
13.Documentarul „Ecaterina a II-a” (2006).